# Аналитическое суждение
Аналити́ческое сужде́ние — суждение, которое не привносит никакой новой информации об объекте. Противоположностью аналитического суждения является синтетическое суждение. Истинность аналитических суждений может быть установлена без обращения к реальному миру. Примером аналитического суждения является утверждение «Всякий холостяк не женат», поскольку слово «холостяк» и выражение «не женат» одинаковы по смыслу. Таким образом, это суждение не добавляет никакого нового знания.
Впервые деление суждений на аналитические и синтетические предложил немецкий философ Иммануил Кант в своей работе «Критика чистого разума». Кант утверждал, что все аналитические суждения априорны. Кант полагал, что аналитические суждения, хотя и не несут нового знания, помогают чётче осознать уже имеющиеся знания.
Разделение суждений на аналитические и синтетические взволновало европейскую философию, однако последователи Канта не придавали ей особого значения, считая это разделение условным. В XX веке под влиянием работ Венского кружка широко обсуждалась проблема синтетичности математических высказываний. В отличие от Канта, члены кружка и их последователи (логические позитивисты и близкие к ним) считали предложения математики аналитическими и тавтологичными.